# 아마추어

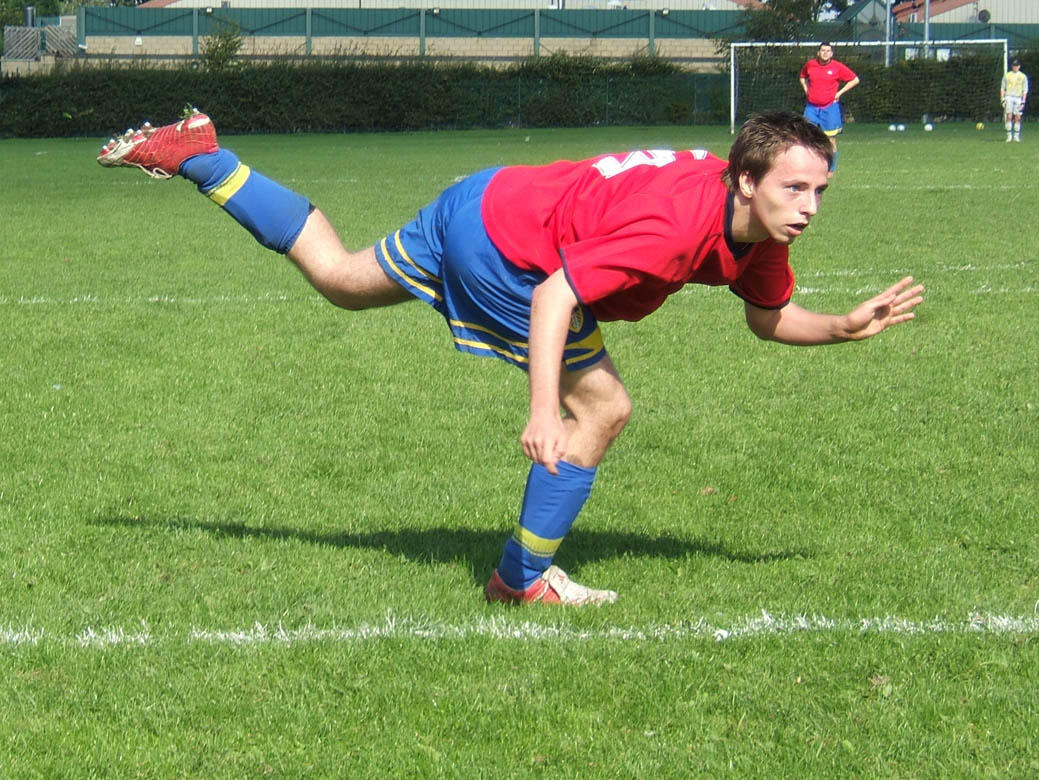
아마추어 축구 선수

아마추어(Amateur, 문화어: 아마츄어) 혹은 비전문가(非專門家)는 전문적이지 않은 사람들을 말한다. 아마추어는 전문적이지 않고 스스로 직접 배웠으면서 사용자가 직접 만들고 DIY 성격의 호비스트로 정의할 수도 있다. 그 외에도 어떤 한 직업의 지망생인 경우가 많다. 스포츠에서 전문 직업 선수들이 활동하는 프로 (Professional) 그리고 반전문 직업 선수들이 활동하는 세미프로 (Semi-professional)와 구분하여 직업과 관련 없는 선수들이 활동하는 스포츠로 아마추어라는 용어를 사용하기도 한다. 하지만 아마추어라고 해서 모두 다 비전문적인 것은 아니다. 예를 들어 아마추어무선은 전파법규, 통신보안, 무선설비 취급방법 등 여러 가지 과목을 배운 후 국가기술자격증을 취득하여야 한다.

## 역사
역사적으로 아마추어는 순수한 의도, 열린 마음, 주제에 대한 관심이나 열정 사이의 이상적인 균형으로 간주되었다. 그 이데올로기는 다양한 관심 분야에 걸쳐 있었다. 이는 아마도 올림픽에 참가하는 아마추어 선수들의 고대 그리스 철학에 뿌리를 두고 있을 것이다. 고대 그리스 시민들은 대부분의 시간을 다른 일에 보냈지만, 타고난 재능과 능력에 따라 경쟁했다.
"신사 아마추어"(gentleman amateur)는 17세기부터 20세기까지 영국의 신사들 사이에서 나타난 현상이었다. 계몽시대가 시작되면서 사람들은 주변 세상이 어떻게 작동하는지에 대해 더 많이 생각하게 되었고 호기심의 캐비닛과 같은 것들이 생겨나고 "The Christian Virtuoso"라는 책이 집필되기 시작했다. 이는 신사 아마추어의 아이디어를 형성한다. 특정 주제에 큰 관심을 갖고 자신이 선택한 주제에 대한 사물과 정보를 연구하고 관찰하고 수집했다. 영국 왕립학회는 일반적으로 이러한 "신사 아마추어"로 구성되었으며, 이는 오늘날 과학이 현재와 같은 방식으로 존재하는 이유 중 하나이다. 이 신사 아마추어의 몇 가지 예는 프랜시스 베이컨, 아이작 뉴턴 등이 있다.
아마추어주의는 부정적인 측면과 긍정적인 측면 모두에서 볼 수 있다. 아마추어는 정규 교육이 부족하고 독학을 하는 경우가 많기 때문에 일부 아마추어 작업은 수준 이하로 간주될 수 있다. 예를 들어 농구, 야구, 축구 등 스포츠 분야의 아마추어 선수는 프로 선수에 비해 낮은 수준의 능력을 갖고 있는 것으로 간주된다. 반면에, 아마추어는 열린 마음으로(정식 교육이 부족하여) 금전적으로 무관심한 방식으로 주제에 접근할 수 있는 위치에 있을 수 있다. 직업이 아닌 관심으로 특정 분야에 손을 대거나 예술이나 지식 분야에 일반적이지만 피상적인 관심을 갖고 있는 아마추어를 흔히 딜레탕트(dilettante)라고 한다.

## 아마추어 관련 목록
- 아마추어 천문학
- 아마추어 무선
- 아마추어 스포츠
- 수예

## 같이 보기
- 프로페셔널
- 세미 프로페셔널
- 취미
- 자원봉사